# نرمادة

موقع المقاطعة في ولاية غوجارت

نَرمادة أو (نقحرة: نارمادا) رمزها «NR» (بالإنجليزية: Narmada)‏ ، هو تقسيم إداري لدولة الهند تتبع ولاية كجرات (بالإنجليزية: Gujarat)‏ ، مركزها هو مدينة راجبيبلا (بالإنجليزية: Rajpipla)‏ عدد سكانها حسب تعداد سنة 2001 هو 514,083 ، مساحتها 2,749 كم² وكثافة السكان 187 لكل كم² .